# Горняк (футбольный клуб, Комсомольское)
«Горняк» (укр. Гірник) — украинский футбольный клуб из города Комсомольское Донецкой области. Проводил домашние матчи на стадионе «Горняк».

## Названия
- До 2006 — «Металлург»
- 2006—2011 — «Горняк-Ильичёвец»
- 2011 — «Горняк»

## История
Футбольный клуб при Комсомольском рудоуправлении был основан в советское время и выступал в региональных соревнованиях. В 1994 году команда дебютировала в любительском чемпионате Украины, где заняла 10-е место в своей группе. В сезоне 1996/97 «Металлург» смог пробиться в финальный турнир, по итогам которого занял 5-е место в чемпионате, что позволило ему в следующем году выступать во второй лиге Украины. Дебютную игру в профессиональных соревнованиях команда провела 31 июля 1997 года, в Миргороде уступив клубу «Петровцы» со счетом 2:1, первый гол «Металлурга» в чемпионатах Украины забил Геннадий Вилигурин. Выступая во втором дивизионе, клуб стал одним из аутсайдеров лиги, закончив сезон на 16-й позиции в турнирной таблице, обойдя только снявшийся в ходе первого круга «Аверс» из Бахмача. На протяжении всего сезона главным тренером клуба был В. Никифоров. По итогам чемпионата команда из Комсомольского была лишена профессионального статуса и продолжила выступления в любительском чемпионате, где с перерывами играла до 2006 года. В 2006 году клуб получил новое название, «Горняк-Ильичёвец», а в чемпионате занял последнее место в своей группе и в дальнейшем в соревнованиях уровнем выше чемпионата Донецкой области не выступал. В 2010 году команда вылетела из высшей лиги чемпионата Донетчины, после чего была переименована в «Горняк». Затем клуб провёл ещё один сезон в первой областной лиге, после чего был расформирован.

## Выступления в чемпионатах Украины
| Сезон   | Дивизион            | Место в чемпионате | И  | В | Н | П  | ГЗ | ГП | О  | Кубок Украины        |
| ------- | ------------------- | ------------------ | -- | - | - | -- | -- | -- | -- | -------------------- |
| 1997/98 | Вторая лига Украины | 16 из 17           | 30 | 7 | 2 | 21 | 24 | 63 | 23 | Предварительный этап |